# مستر أولمبيا 2011
بطولة مستر أولمبيا 2011 هي النسخة السابعة والأربعون من بطولة مستر أولمبيا للمحترفين بكمال الأجسام، أقيمت نهائياتها في 29 سبتمبر 2011، بمدينة لاس فيغاس الأمريكية.

## نظرة عامة
كانت المنافسة هذا العام بين كل من فيل هيث، وكاي غرين، وديكستر جاكسون حامل اللقب لسنة 2008 وفيكتور مارتينيز، وجاي كتلر حامل اللقب السابق، والألماني دينيس ولف.

## النتائج الكاملة
| المركز | الاسم | الدولة                                                                             |
| ------ | --- | ---------------------------------------------------------------------------------- |
| 1      | فيل هيث | الولايات المتحدة                                                                   |
| 2      | جاي كتلر | الولايات المتحدة                                                                   |
| 3      | كاي غريني | الولايات المتحدة                                                                   |
| 4      | فيكتور مارتينيز | جمهورية الدومينيكان                                                                |
| 5      | دينيس ولف | ألمانيا                                                                            |
| 6      | ديكستر جاكسون | الولايات المتحدة                                                                   |
| 7      | طوني فريمان | الولايات المتحدة                                                                   |
| 8      | براندون كيري | الولايات المتحدة                                                                   |
| 9      | روني روكيل | ألمانيا                                                                            |
| 10     | هايديتادا ياماغيشي | اليابان                                                                            |
| 11     | شون رودين | الولايات المتحدة                                                                   |
| 12     | إد نن | الولايات المتحدة                                                                   |
| 13     | جوني جاكسون | الولايات المتحدة                                                                   |
| 14     | ماريوس دوني | جنوب إفريقيا                                                                       |
| 15     | كريج ريتشاردسون | الولايات المتحدة                                                                   |
| 16     | مايكل كيفاليانوس تروي ألفيس روبرت برنايكا يفغيني ميشين ماركوس هالي مارك لافوا بين وايت فرانك ماكغراث روبرت بيوتركفيتش | أستراليا الولايات المتحدة روسيا الولايات المتحدة كندا الولايات المتحدة كندا بولندا |

 = يحمل لقب مستر أولمبيا من سنوات سابقة.